# Aphanes minutiflora
Aphanes minutiflora ist eine Pflanzenart aus der Gattung Ackerfrauenmantel (Aphanes).

## Merkmale
Aphanes minutiflora ist eine kleine bis große Pflanze, die Wuchshöhen von 1 bis 30 Zentimeter erreicht. Sie ist gering verzweigt und mehr aufrecht. Die Blätter ähneln denen von Aphanes inexspectata. Die Nebenblätter haben eine Länge von 1,5 bis 5 Millimeter und sind auf 17 bis 60 % der Länge eingeschnitten. Die Blattzipfel sind breit dreieckig und meist 0,8- bis 2-, selten bis 3-mal so lang wie breit. Die Blüten sind oft kahl und haben eine Länge von bis zu 1,5 Millimeter. Die Kelchblätter sind 0,25- bis 0,4-mal so lang wie der Kelchbecher. Sie neigen sich zuletzt zusammen. Die Spitzen der Kelchblätter berühren einander oder berühren einander fast. Die äußeren Kelchblätter sind in der Regel winzig, oft sind sie gar nicht vorhanden. Reif ist der Kelchbecher ziemlich kugelig. Er ist nicht schwammig verdickt und es sind nicht erhabene Nerven vorhanden.

## Vorkommen
Aphanes minutiflora kommt im östlichen Mittelmeerraum vor. Das Verbreitungsgebiet erstreckt sich von der Küste Südfrankreichs über die Inseln Korsika, Sardinien und Sizilien bis nach Süditalien und in die Türkei. Im Südosten Europas ist sie vermutlich auch zu finden.

## Belege
- Sigurd Fröhner: Aphanes. In: Hans J. Conert u. a. (Hrsg.): Gustav Hegi. Illustrierte Flora von Mitteleuropa. Band 4 Teil 2B: Spermatophyta: Angiospermae: Dicotyledones 2 (3). Rosaceae 2. Blackwell 1995 ISBN 3-8263-2533-8, S. 249.